# 琴縣
脫縣，是明代交阯承宣布政使司諒山府七源州下轄的一個縣，後陷入安南，治所約在今越南文淵縣境內。

## 沿革
- 永樂五年六月癸未朔（1407年7月5日）置，隸諒山府七源州[2]。
- 永樂十三年八月二十三日（1415年9月25日），併琴縣入淵縣[3]。